# Кіра Вайдле
Кіра Вайдле (нім. Kira Weidle) — німецька гірськолижниця, призерка чемпіонату світу. 
Срібну медаль світової першості Вайдле виборола в змаганнях зі швидкісного спуску на чемпіонаті світу 2021 року, що проходив в італійській Кортіні-д'Ампеццо.